# Remember Me
Remember Me — екшн від третьої особи, дії якого відбуваються у Парижі 2084 року. Головна героїня Нілін — елітна мисливиця за спогадами, що володіє незвичайною властивістю: модифікацією людської пам'яті. Але одного разу пам'ять стерли вже Нілін. Тоді вона вирушає у подорож, щоб відновити свою особистість та дізнатись, як можна змінити світ.
Перший анонс гри відбувся на Gamescom 2011, під назвою ADRIFT. На пресконференції Gamescom 2012 проект представили під новою назвою: Remember Me.

## Ігровий процес
Бої в грі, у більшості випадків, рукопашні. Нілін може користуватися сенсином, розміщеним на задній частині шиї, щоб розвивати свої можливості.
В основу геймплея покладено «змішування» або реміксинг пам'яті — здібність, яка дозволяє міняти дії того чи іншого персонажа в їх спогадах. Керування пам'яттю персонажів може вплинути на долю світу. Змішування відбувається в абстрактному оточенні, після того як Нілін взламає розум цілі. Всередині пам'яті гравець може бачити послідовність, в якій можна міняти ключові рішення.
Нілін майже весь час пересувається по карті з допомогою паркуру. Це швидкий спосіб подолання перешкод серед місцевого оточення.
В лабораторії зв'язок гравець може створювати і налаштовувати комбінації для бою. Всі комбінації складаються з ударів ногами та руками (відповідно права та ліва кнопки миші). Бойові рухи поділені на чотири типи. Рухи називаються «пресенами»(англ. pressen). Виконуючи різні комбо, можна відкрити нові рухи. Перешкоди на екрані можуть повідомляти про низький рівень здоров'я Нілін, або про неефективне використання ручів. Гравець може створити до 4 активних зв'язок. Зі слів Capcom, в лабораторії можна створити до 50000 комбінацій. Ефективність, пресена визначається його положенням в комбінації: чим ближче до кінця, тим удар сильніше.

## Сюжет
Новий Париж, 2084 рік. Спогади перестали бути приватними, їх можна записати, купити чи продати. Під натиском соціальних мереж, стрімкий розвиток яких поклав початок XXI століття, поняття «приватне життя» і «особиста справа» перетворилися на пережиток колишньої епохи. Люди добровільно віддали найпотаємніше в обмін на зручності, які забезпечили їм технології. І, зрозуміло, завдяки розвитку «економії пам'яті» жменька творців сенсину отримала майже необмежену владу. Головна героїня — Нілін, в минулому елітна мисливиця за спогадами, здатна проникати в думки людей, викрадати і змінювати їх. Але вона не всесильна, її заарештували і очистили пам'ять. Але на цьому історія лише починається, Нілін, сповнена рішучості відновити свою особистість, втікає з тюрми за допомогою очільника терористичного руху, членом якого вона є. Шукаючи саму себе і своє минуле Нілін з'ясувала, що за нею полюють ті, хто створив сучасне суспільство, в якому про кожного відомо все. І вона сповнена рішучості згадати себе.

## Вороги
- Лепирі — мутанти, що утворилися від зловживання сенсином. Найлегший ворог. Головна зброя — кігті.
- Лепирі-удушувачі — невидимі вороги. Можна побачити лише увімкнувши світло.
- Спецпризначенці Memorize — служба охорони Нового Парижу. Носять броньований костюм. Володіють спеціальним прийомом, який збиває всі твої комбо.
- Елітні спецпризначенці — вороги, які мають електричну броню, яка завдає шкоди при прямих ударах. Можуть також мати модуль контролю за лепирями.
- «Нефілім» — бойовий літаючий робот, що має дистанційну зброю. Може створювати щит, який не можна пробити.
- Мадам — начальниця Бастилії, босс на передостанніх рівнях. Може викликати проєкції ворогів, які завдаватимуть шкоди. Дуже небезпечний ворог.

## Рецензії та оцінки
Ігроманія поставила грі 8.5 з 10.
Absolute Games оцінила гру на 60 %, назвавши її красивим, витонченим бойовиком, в якому іноді розгортається серйозна драма.
| Видання       | Оцінка     |
| ------------- | ---------- |
| Eurogamer     | 7/10       |
| IGN           | 5.9/10     |
| PlayGround.ru | 7/10       |
| Metacritic    | 69/100     |
| StopGame.ru   | задовільно |